# Hans (Jean) Arp
Hans (Jean) Arp (n. 16 septembrie 1886, Strasbourg, Germania, azi în Franța – d. 7 iunie 1966, Basel, Elveția) a fost un artist plastic complex, care a lucrat ca artist grafic, pictor, sculptor și scriitor.
A studiat la Weimar, Germania și la Academia Julian din Paris.
Arp a fost unul din membrii fondatori ai mișcării dadaiste, la Zürich, în 1916, dar ulterior a fost și un artist plastic afiliat suprarealismului. Numeroase opere de artă ale sale sunt expuse la Muzeul de artă modernă și contemporană de la Strasbourg, localitatea sa natală.

## Galerie imagini

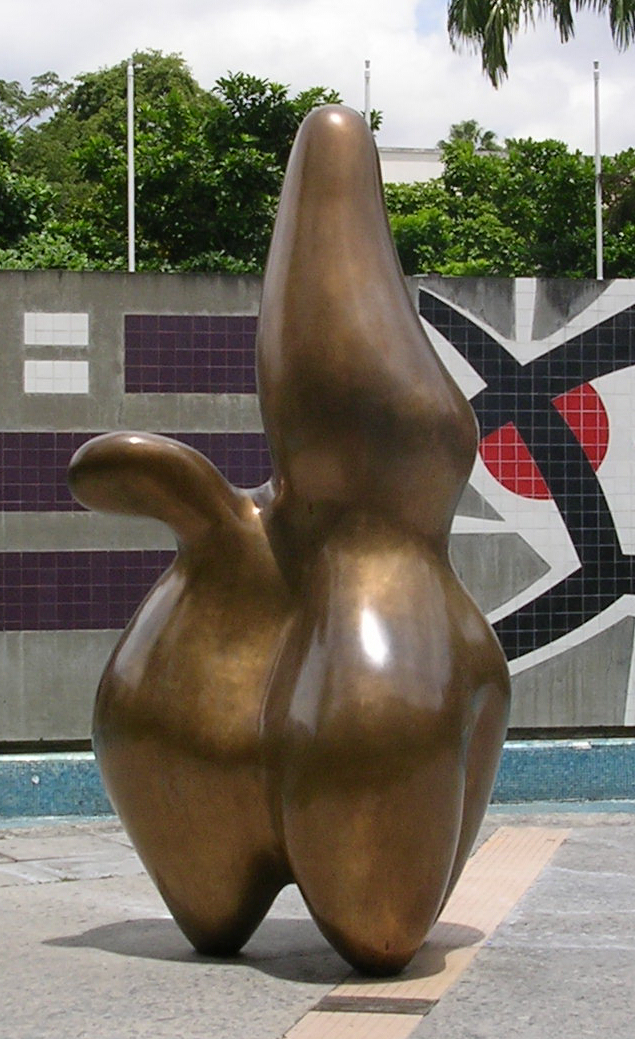
"Cloud Shepherd", 1953
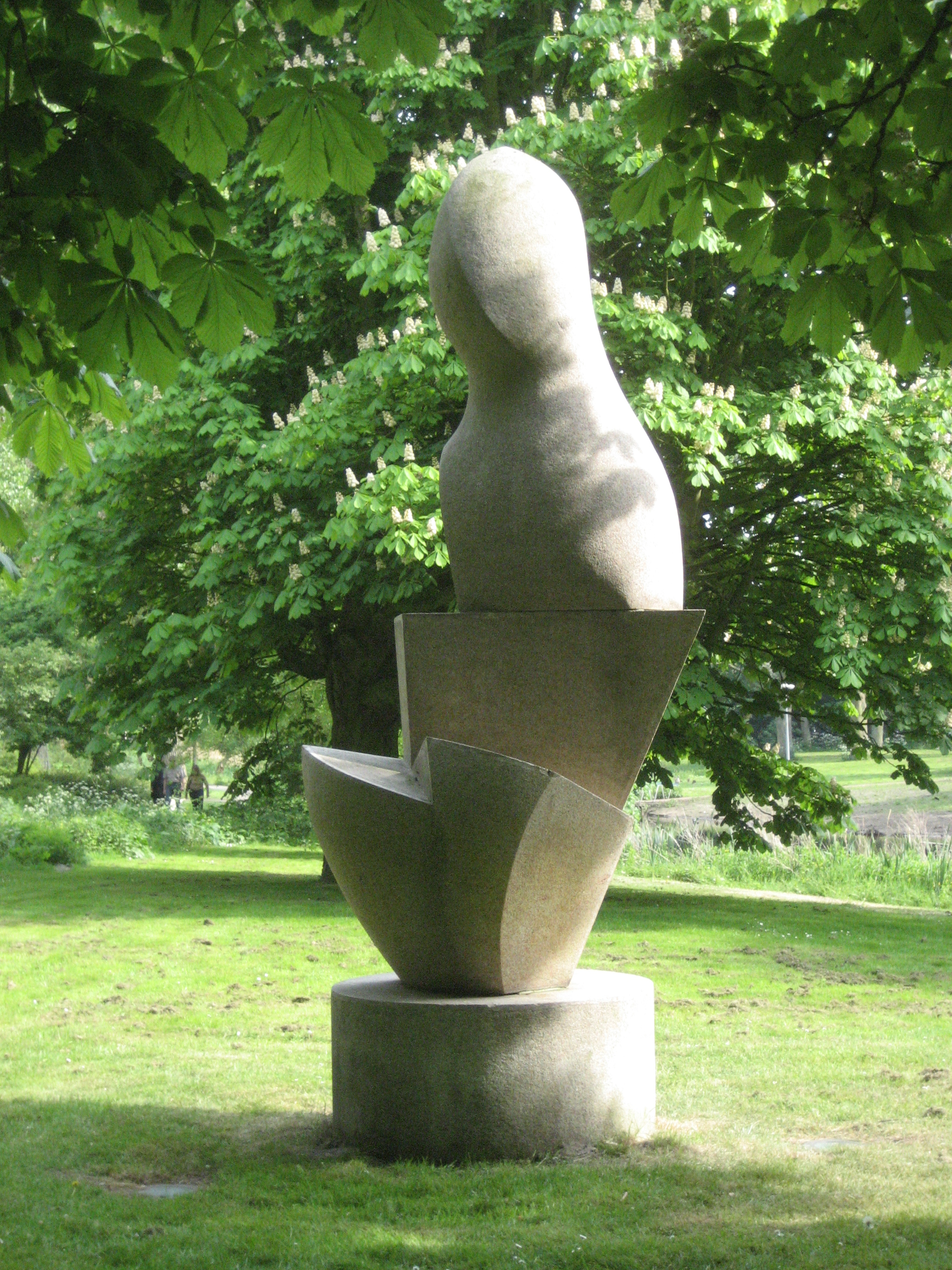
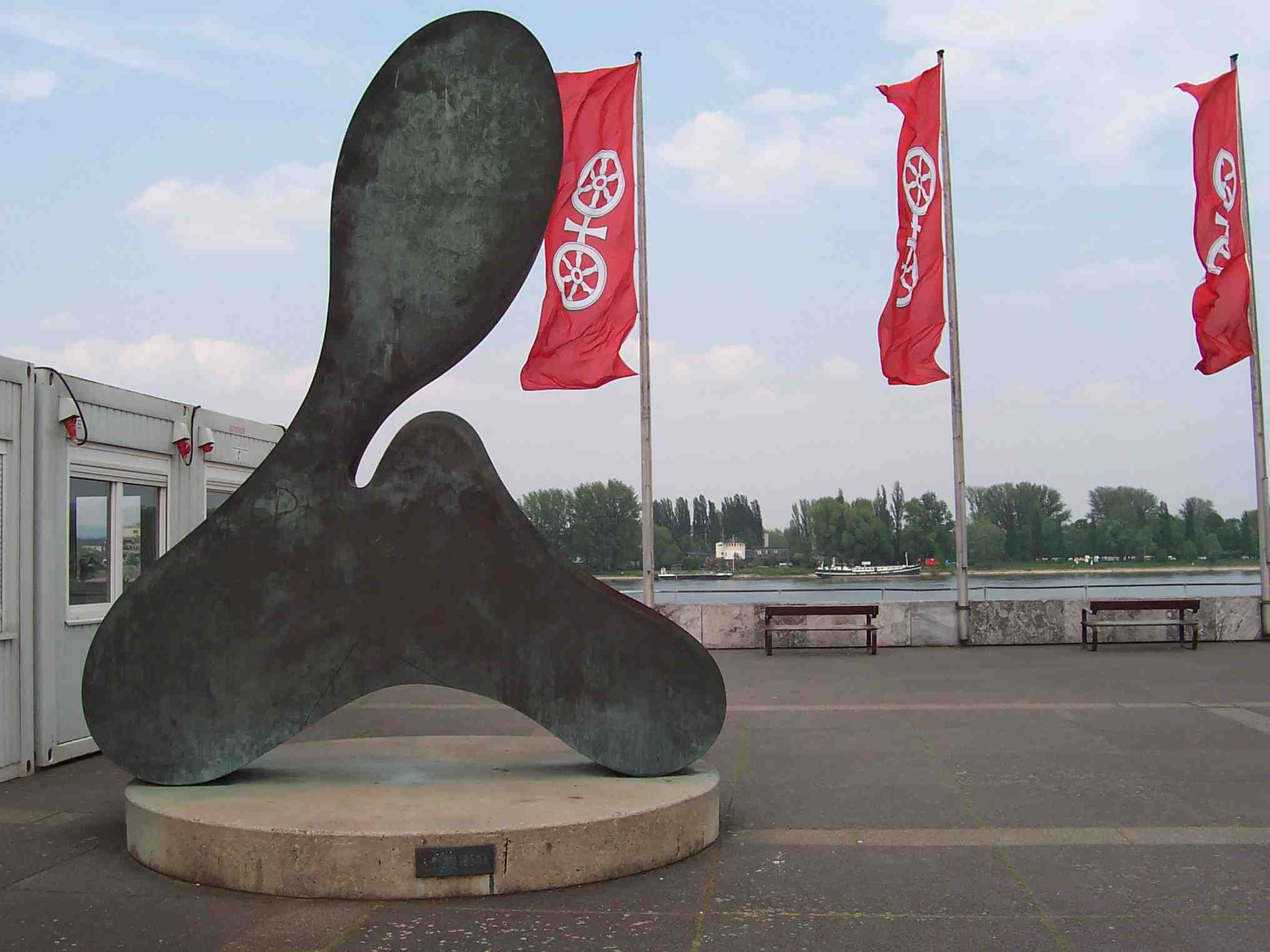